# Македония (1866 – 1872)
Вижте пояснителната страница за други значения на Македония.
„Македония“ е български вестник, който излиза в османската столица Цариград от 3 декември 1866 до 25 юли 1872 година. С тиража си от 3600 броя е най-разпространеният и най-влиятелният български вестник през Възраждането. Главен редактор на вестника е Петко Славейков.

## История
Вестникът е основан от Славейков и съдружника му караманлията Йоаким Каръягдъ. Печата се в едноименната печатница „Македония“, закупена в 1866 година от Славейков. Печатницата е оборудвана технически от инвентара на печатницата на „Цариградски вестник“. Излиза седмично, а в четвъртата годишнина известно време и два пъти седмично. „Македония“ често излиза с притурки като „Малкият лист на Македония“ („Малка Македония“).
Подзаглавието на вестника се променя няколко пъти – „Вестник политический и филологический. Ще излязва всяка събота. Ред. П. Р. Славейков“, „Вестник за народа“, „Лист за политика, книжевност и търговия“ и други. Мотото е „Твърде лошо нещо да ся поместя някои от началата си, когато са прави! Ако не върви напред, а то поне назад да не върви, трябва да бъде високата аксиома на разумността.“
Сред основните сътрудници на вестника са Гаврил Кръстевич, Марин Дринов, Тодор Икономов, Тодор Шишков, Захари Княжевски, Кузман Шапкарев, Светослав Миларов, Никола Първанов, Стефан Бобчев.

## Политика
Вестникът носи заглавието „Македония“, тъй като задачата му е:
| „ | да приведе в съзнание заблудените в тази страна гъркомани | “ |

Затова Славейков печата и текстове на македонски говори с гръцки букви, единствено познатите на много македонски българи.
Вестникът взима активно участие в борбата за самостоятелна църква и за утвърждаване на българското образование. Стои на радикални позиции за пълно скъсване с Цариградската патриаршия и създаване на самостоятелна, демократично устроена, българска църква. Най-важните статии по църковния въпрос се печатат и на гръцки. Позициите му по просветния въпрос също са крайни – вестникът отхвърля категорично проекта на Мидхад паша за сливане на българските и турските училища и се стреми към утвърждаване на българската култура в Македония и Тракия срещу ширещата се гъркомания.
В редица статии „Македония“ защитава появяващото се женско образование, женските дружества и равенството на жените. Разглеждат се и икономически въпроси като вестникът се застъпва за модернизация на селското стопанство и развитие на земеделското образование. Вестникът отразява и политиката на европейските държави.
Вътрешнополитическата линия на вестника е максимално радикална в условията на османската столица. В редица дописки се описва лошото положение на българите, подложени на произвола на османската администрация. Изказва се против туркофилите и дори препечатва някои статии от вестник „Свобода“ на Любен Каравелов.
Вестникът е спиран 5 пъти от властите. През юли 1872 година заради статията „Двете касти и власти“ на Светослав Миларов, по заповед на Мидхад паша вестникът е спрян, а Славейков затворен за един месец. След арестуването му печатницата е конфискувана и разпродадена от кредиторите.